# دراگون کوئست ۳
دراگون کوئست ۳: بذرهای رستگاری (به انگلیسی: Dragon Quest III: The Seeds of Salvation) که در ابتدا تحت عنوان دراگون کوئست ۳ (به انگلیسی: Dragon Warrior III) در آمریکا عرضه شد، یک بازی ویدئویی نقش‌آفرینی است که در سال ۱۹۸۸ توسط اسپایک چانسافت توسعه یافت و توسط Enix منتشر شد.